# Cerithidium fuscum
Cerithidium fuscum is een slakkensoort uit de familie van de Cerithiidae. De wetenschappelijke naam van de soort is voor het eerst geldig gepubliceerd in 1860 door A. Adams als Dunkeria fusca.